# Go West (1925)
Go West is een stomme film uit 1925 geregisseerd en geschreven door Buster Keaton die ook de hoofdrol speelt. 

## Verhaal
Na ontslagen te zijn in New York, probeert Friendless werk te vinden in het Wilde Westen en wordt uiteindelijk verantwoordelijk voor het leiden van een kudde vee.

## Rolverdeling
| Acteur           | Personage               |
| ---------------- | ----------------------- |
| Buster Keaton    | Friendless              |
| Howard Truesdale | Ranch-eigenaar          |
| Kathleen Myers   | Ranch-eigenaars dochter |
| Roscoe Arbuckle  | Vrouw in warenhuis      |